# Kristi Pinderi
Kristi Pinderi es un activista albanés que defiende los derechos de la comunidad LGBT y periodista independiente residente en Canadá. Es el fundador de la organización Pro-LGBT en Albania. 

## Activismo político
Kristi Pinderi, conocido en Albania como activista por los derechos LGBT, huyó de Albania y vive en Canadá. Le confesó a su familia su preferencia a la edad de 27 años.En marzo de 2012, fundó Pro-LGBT, una organización que trabaja principalmente para crear conciencia sobre temas LGBT. En mayo de ese año, junto con otros 8 activistas pedaleó en el bulevar Dëshmorët e Kombit de Tirana en lo que se denominó el primer evento del orgullo en Albania. 
Durante las elecciones parlamentarias de 2013, Pinderi, junto con el activista Xheni Karaj, desarrollaron por primera vez una serie de consultas con partidos políticos clave para incluir referencias a los derechos LGBT en sus programas. En el marco de esa iniciativa, Pinderi y Karaj tuvieron la oportunidad de reunirse con el ex primer ministro Sali Berisha y con su rival, el líder del Partido Socialista, Edi Rama. Como resultado de estos esfuerzos, Albania adoptó en 2016 un Plan de Acción Nacional para las personas LGBTI un plan que fue bien recibido por el ex Defensor del Pueblo albanés Igli Totozani. En diciembre de 2014, Pinderi fue cofundador de STREHA, un refugio residencial que ayuda a jóvenes LGBT sin hogar, el primer centro de este tipo en todo el sudeste de Europa apoyado por USAID, la Embajada Británica en Tirana y la organización británica Albert Kennedy Trust. En mayo de 2015, junto con Karaj, produjo un documental de larga duración titulado SkaNdal, dirigido por Elton Baxhaku y Eriona Camit. El documental trataba sobre la historia del movimiento LGBT y se presentó en varios festivales de cine internacionales, como el Festival de Cine de Sarajevo, el DokuFest de Prizren, etc.
En sus años de activismo, Pinderi fue conocido por varios acalorados debates en los medios con políticos, y con figuras del entorno artístico y cultural, con periodistas, así como por algunos debates mediáticos controvertidos de larga duración con la exdiputada albanesa Mesila Doda (una opositora de los matrimonios entre personas del mismo sexo, comparada por Pinderi con la albanesa Anita Bryant ) o con la cantante Eneda Tarifa, a quien llamó públicamente persona homofóbica después de que ella hiciera comentarios polémicos cuando la cantante Conchita Wurst ganó el Festival de Eurovisión en 2014 con el actor Julian Deda y con el periodista Enkel Demi.
En junio de 2019, mientras estudiaba en Langara College, comenzó a trabajar como facilitador de un grupo de apoyo para recién llegados LGBTQ+ en Surrey, Columbia Británica, un proyecto organizado por DIVERSEcity, una organización sin fines de lucro de recursos comunitarios y reasentamiento en Canadá. 
En Canadá lo invitan a menudo a hablar como defensor de los refugiados. En un evento reciente organizado por la Universidad de Columbia Británica, donde estudia en la Escuela de Trabajo Social  y otras organizaciones, habló sobre las fronteras y cómo se pueden reinventar de una manera más centrada en el ser humano.En 2021, Pinderi fue finalista de la decimotercera edición anual de los 25 mejores premios para inmigrantes canadienses un programa de premios nacionales presentado por la revista Canadian Immigrant, y que se otorga anualmente a 25 inmigrantes inspiradores que han marcado una diferencia en Canadá, ya sean una comunidad, defensor, un empresario exitoso, un artista o un voluntario.

## 1997
En enero de 2020 publicó sus memorias tituladas "1997", publicación apoyada por la Unión Europea. Durante la promoción del libro, Las activistas feministas Xheni Karaj y Gresa Hasa leyeron breves párrafos y lideraron un debate centrado especialmente en la revelación de acontecimientos íntimos vividos por Pinderi, como agresiones sexuales y violencia repetida durante su adolescencia en Pogradec. El libro se considera la primera memoria escrita por un hombre abiertamente gay en Albania y la primera publicación de un autor albanés que aborda temas como la violencia sexual y el abuso infantil.

## Vida personal
A finales de mayo de 2017, Pinderi abandonó Albania debido a numerosas amenazasun año después de la muerte de su madre, Liljana Priftuli, tras una larga enfermedad. Fue una de las primeras madres que apoyó públicamente los derechos de la comunidad LGBT en Albania. En un artículo en el medio canadiense Dailyxtra, Pinderi habló de la difícil situación que atraviesa la comunidad LGBT en Albania y los motivos que le obligaron a ir a Canadá, junto a su pareja, Erjon Tela, también uno de los primeros activistas LGBTde derechos humanos en Albania. 